# 586 a.C.

## Eventos
- Ciro, após viver doze anos com seu pai na Pérsia, é chamado por seu avô Astíages e vai, com sua mãe Mandane, viver na Media.[1]

## Mortes
- Rusa III de Urartu, que havia começado a reinar em 605 a.C.[2]